# Cicloottatetraene
Il cicloottatetraene (COT), nome sistematico 1,3,5,7-cicloottatetraene, è un idrocarburo derivato dal cicloottano, avente però quattro legami doppi che si alternano con quattro legami semplici, la cui formula è C8H8. In quanto tale è un membro degli annuleni e precisamente è l'[8]annulene, il terzo tra gli annuleni pari, dopo il ciclobutadiene ([4]annulene) e il benzene ([6]annulene]) e ha quindi formula semistrutturale (CH)8. È un composto ciclico poliolefinico con molecola non planare e non aromatica.

## Proprietà
A temperatura ambiente il cicloottatetraene si presenta come un liquido incolore, ma spesso giallo più o meno carico per qualche impurezza; è irritante, infiammabile e praticamente insolubile in acqua; è solubile in cloroformio e in metanolo; è un composto piuttosto instabile, sensibile all'aria e alla luce.
Il cicloottatetraene è un composto parecchio endotermico, ΔHƒ° = +254,5 ± 1,3 kJ/mol, molto più del suo isomero stirene (+103,4 ± 0,92 kJ/mol), che è aromatico.
Diversamente dal benzene, il cicloottatetraene, pur avendo tutti gli atomi di carbonio ibridati sp2 e i doppi legami alternati e quindi potenzialmente adatti alla coniugazione, non è una molecola planare e già questo esclude la coniugazione e quindi poi l'aromaticità. La conformazione planare per il cicloottatetraene sarebbe una condizione sfavorevole, dato che essa richiederebbe angoli CCC interni di 135°, sensibilmente maggiori dell'angolo ideale di 120° per l'ibridazione sp2, causando una certa tensione angolare. Ma un motivo anche più importante è che nella conformazione planare la molecola sarebbe antiaromatica, dato che avrebbe 8 elettroni π, cioè 4n (con n =4) secondo la regola di Hückel. Tuttavia, il suo dianione C8H82–, avendo 10 elettroni π, cioè 4n+2 (con n=2) risulta essere planare (simmetria D8h) e aromatico, nonostante l'insorgere di una certa tensione angolare in tale conformazione.
In quanto composto insaturo non aromatico la sua reattività è simile a quella di un poliene.

## Struttura e altre proprietà
La molecola del cicloottatetraene è a forma di vaschetta, con due unità vinilene (H-C=C-H) frontalmente opposte in alto e legate a due altre unità vinilene frontalmente opposte, più in basso, dirette perpendicolarmente alle prime due: ne risulta una simmetria molecolare D2d. Da indagini spettroscopiche di coerenza rotazionale risolta temporalmente, combinate con calcoli ab initio, è stato possibile dedurre i parametri strutturali della molecola. L'angolo tra due unità vinilene contigue risulta di circa 43°. Alcune lunghezze (r) ed angoli (∠) di legame significativi sono qui di seguito riportati:
r(C=C) = 133,7 pm; r(C–C) = 147,0 pm; r(C–H) = 107,9 pm;
∠(C−C=C) = 126,55°; ∠(H−C=C) = 117,7°; ∠(H−C−C) = 115,6°.
Il legame doppio (C=C) è molto simile a quello nell'etene (133,07 pm) e quindi ha circa la lunghezza tipica di un doppio legame isolato (non coniugato).  Il legame C−C è più corto rispetto alla lunghezza standard di un legame C−C nell'etano (152,8 pm), ma il confronto va fatto con la lunghezza standard per legame singolo tra carboni ibridati sp2, che è proprio di 147,0 pm.
Gli angoli interni all'anello, poco più di 126° sono minori di quelli previsti per la conformazione planare (135°) e non tanto maggiori degli angoli ideali di 120°.

## Preparazione
La prima sintesi del cicloottatetraene, ad opera del chimico tedesco Richard Willstätter nel 1905, venne realizzata in cinque stadi partendo dalla pseudopellettierina (9-metil-9-azabiciclo[3.3.1]nonan-3-one), un alcaloide ricavato dalle radici della pianta di melograno. Questa sintesi di Willstätter fu successivamente rieseguita e confermata dal gruppo di A. C. Cope nel 1947 con due articoli.
Il metodo di sintesi più impiegato, a un solo stadio, consiste nella ciclo-tetramerizzazione dell'acetilene sotto pressione di 15-20 atmosfere in THF a 60-70 °C, in presenza di cianuro di nichel(II) come catalizzatore, ideata e messa a punto da Walter Reppe nel 1948:
4 HC≡CH  →  C8H8
Da notare che le condizioni sono un po' critiche perché, a temperature e pressioni più alte, si ha invece la ciclo-trimerizzazione, che porta al benzene.
Si può inoltre notare che trattando il suo isomero cubano con un catalizzatore a base di rodio(I) si ottiene il sin-tricicloottadiene che, per riscaldamento a 50-60 °C, si isomerizza a cicloottatetraene.
Inoltre, la fotolisi UV del barrelene (ancora un suo isomero) in soluzione di isopentano, con acetone come agente fotosensibilizzatore, produce essenzialmente semibullvalene e piccole quantità di cicloottatetraene ma, prolungando l'irradiazione, si completa l'isomerizzazione a cicloottatetraene.